# Chiesa di San Pietro Martire (Monza)
La chiesa di San Pietro Martire è una chiesa trecentesca di Monza, in Piazza San Pietro Martire.

## Storia
Le prime notizie della chiesa risalgono al 1369, ma è molto probabile che l'edificio sia ancora più antico, essendo l'ordine domenicano documentato in Monza dall'anno 1288. In effetti la chiesa fu costruita adiacente a un convento fondato nel 1280, che divenne poi sede del tribunale dell'inquisizione.
La chiesa è dedicata al santo monaco domenicano Pietro, ucciso nel 1252 dai catari mentre si recava da Como a Milano.
L'abside originale viene rifatta nel 1645. Nel 1776 l'annesso convento venne soppresso. L'abside fu nuovamente modificata nel 1817 e nello stesso anno fu rimaneggiato anche il campanile. L'edificio subì ulteriori modifiche nel corso degli anni venti del XX secolo.

## Descrizione
L'interno è suddiviso in tre navate separate da pilastri cilindrici, alternati in pietra e cotto. Durante gli ultimi lavori di restauro (anni sessanta del XX secolo), sono stati recuperati alcuni frammenti di pitture trecentesche. Il coro ligneo è del XVII secolo.
Sotto l'altare è l'urna che custodisce il corpo di san Prospero martire, traslato a Monza dalle catacombe romane di Sant'Agnese. 
Dalla navata sinistra una porta immette nel chiostro conventuale quadrangolare del XV secolo.
Sulla piazza antistante la facciata si trova il monumento a Mosè Bianchi, pittore monzese.